# 安度·麦利蒂
安度·麦利蒂（1974年7月30日—）是一位爱沙尼亚连珠棋手。他在1993年、1999年、2001年和2005年，四次获得世界连珠锦标赛冠军，并在2014年获得世界连珠团体锦标赛冠军。在1996年、1998年和2006年，他三次获得欧洲连珠锦标赛冠军。1999年，他和日本传奇连珠棋手中村茂进行了六番棋挑战，以3.5:2.5的成绩获胜。